# Le Cake-Walk infernal
Le Cake-Walk infernal er en fransk stumfilm fra 1903 af Georges Méliès.